# طرغول جاوي
طرغول جاوي (الاسم العلمي: Tragulus javanicus) (بالإنجليزية: Java mouse-deer or lesser mouse-deer)‏ هو نوع من الحيوانات يتبع جنس الطرغول من الفصيلة الطرغولية.